# Teinopodagrion setigerum
Teinopodagrion setigerum är en trollsländeart som först beskrevs av Selys 1886.  Teinopodagrion setigerum ingår i släktet Teinopodagrion och familjen Megapodagrionidae. Inga underarter finns listade i Catalogue of Life.